# Editorial Bosch
Editorial Bosch és una editorial fundada a Barcelona el 1934 per Antoni Bosch i Oliveró, membre d'una família dedicada a l'enquadernació de llibres des del 1889. S'ha especialitzat en el camp del Dret, amb especial dedicació a les obres pràctiques per a professionals.
El catàleg de Bosch mostra 600 obres diferents, i conté alguna de les obres jurídiques més venudes del mercat jurídic espanyol, com la Pràctica Processal Civil Broca-Majada. També publica materials sobre ensenyament de llengües clàssiques, filologia, història de la literatura, comunicació i turisme. Gaudeix d'un gran prestigi, ha publicat més de 1.500 títols i ha produït diverses bases de dades d'informació jurídica d'última generació. Per això va rebre el Premi a la Innovació Tecnològica 2002 de la Generalitat de Catalunya. El juny de 2011, l'editorial neerlandesa Wolters Kluwer, especialitzada en edicions professionals i continguts jurídics en format paper i electrònic va adquirir l'empresa.